# Aphilopota caeca
Aphilopota caeca là một loài bướm đêm trong họ Geometridae.